# Supercoppa di Libia
La Supercoppa di Libia è un trofeo calcistico libico organizzato annualmente dalla Federazione calcistica della Libia (LFF), disputato dalla squadra campione di Libia, ovvero i vincitori della Campionato libico di calcio, e i vincitori della Coppa di Libia.
La competizione, che consiste nella disputa di una sola partita, si svolge dal 1997, anno in cui fu giocata la finale relativa alla stagione calcistica 1996-1997. Fu l'unica edizione giocata con partita di andata e ritorno.

## Albo d'oro
- 1997 : Al-Tahaddy 1-0, 0-0 Al-Nasr
- 1998 : Al-Mahalah 3-1 Al-Shat
- 1999 : Al-Ittihad 0-0 (11-10 dcr) Al-Mahalah
- 2000 : Al-Ahly 2-0 Al-Shawehly
- 2001 : Al-Medina 2-1 Al-Ahly
- 2002 : Al-Ittihad 1-0 Al-Hilal
- 2003 : Al-Ittihad 3-0 Al-Nasr
- 2004 : Al-Ittihad 5-2 Al-Olympic
- 2005 : Al-Ittihad 1-0 Al-Akhdar
- 2006 : Al-Ittihad 1-0 Al-Ahly
- 2007 : Al-Ittihad 3-1 Al-Akhdar
- 2008 : Al-Ittihad 4-0 Khaleej Sirte
- 2009 : Al-Ittihad 3-2 Al-Tersana
- 2010 : Al-Ittihad 3-0 Al-Nasr
- 2011-2016: non disputata
- 2017 : Al-Ahly 3-0 Al-Hilal (a tavolino)

## Vittorie per squadra
| Squadra       | Vittorie | Finali perse | Anni vittorie (condivise*)                                 | Anni sconfitte   |
| ------------- | -------- | ------------ | ---------------------------------------------------------- | ---------------- |
| Al-Ittihad    | 10       | 0            | 1999, 2002, 2003, 2004, 2005, 2006, 2007, 2008, 2009, 2010 |                  |
| Al-Ahly       | 2        | 2            | 2000, 2017                                                 | 2001, 2006       |
| Al-Mahalah    | 1        | 1            | 1998                                                       | 1999             |
| Al-Tahaddy    | 1        | 0            | 1997                                                       |                  |
| Al-Medina     | 1        | 0            | 2001                                                       |                  |
| Al-Nasr       | 0        | 3            |                                                            | 1997, 2003, 2010 |
| Al-Hilal      | 0        | 2            |                                                            | 2002, 2017       |
| Al-Akhdar     | 0        | 2            |                                                            | 2005, 2007       |
| Al-Shat       | 0        | 1            |                                                            | 1998             |
| Al-Shawehly   | 0        | 1            |                                                            | 2000             |
| Al-Olympic    | 0        | 1            |                                                            | 2004             |
| Khaleej Sirte | 0        | 1            |                                                            | 2008             |
| Al-Tersana    | 0        | 1            |                                                            | 2009             |